# Comuna de Choceń
Choceń (polaco: Gmina Choceń) é uma gminy (comuna) na Polónia, na voivodia de Cujávia-Pomerânia e no condado de Włocławski.
De acordo com os censos de 2004, a comuna tem 7978 habitantes, com uma densidade 80 hab/km².

## Área
Estende-se por uma área de 99,68 km², incluindo:
- área agricola: 87%
- área florestal: 2%

## Demografia
Dados de 30 de Junho de 2004:
|                      | Total   | Total | Mulheres | Mulheres | Homens  | Homens |
| -------------------- | ------- | ----- | -------- | -------- | ------- | ------ |
|                      | pessoas | %     | pessoas  | %        | pessoas | %      |
| População            | 7978    | 100   | 3965     | 49,7     | 4013    | 50,3   |
| Densidade (pop./km²) | 80      | 100   | 39,8     | 39,8     | 40,3    | 40,3   |

De acordo com dados de 2002, o rendimento médio per capita ascendia a 1243,24 zł.

## Subdivisões
- Bodzanowo, Bodzanówek, Borzymie, Borzymowice, Choceń, Czerniewice, Grabówka, Janowo, Jarantowice, Krukowo, Kuźnice, Lutobórz, Niemojewo, Olganowo, Pustki Śmiłowskie, Siewiersk, Skibice, Stare Nakonowo, Szatki, Szczutkowo, Śmiłowice, Wichrowice, Wilkowice, Wilkowiczki, Wola Nakonowska, Ząbin.

## Comunas vizinhas
- Boniewo, Chodecz, Kowal, Lubień Kujawski, Lubraniec, Włocławek